# Ajan Qarah Khvājeh
Ajan Qarah Khvājeh (persiska: آجَن قَرِه خواجِه, Ājan Qareh Khvājeh, اجن قره خواجه) är en ort i Iran.   Den ligger i provinsen Golestan, i den norra delen av landet, 400 km öster om huvudstaden Teheran. Ajan Qarah Khvājeh ligger 190 meter över havet och antalet invånare är 938.
Terrängen runt Ajan Qarah Khvājeh är varierad. Runt Ajan Qarah Khvājeh är det ganska glesbefolkat, med 48 invånare per kvadratkilometer. Närmaste större samhälle är Kalāleh, 5,3 km nordväst om Ajan Qarah Khvājeh. Trakten runt Ajan Qarah Khvājeh består till största delen av jordbruksmark.